# Сабах I бін Джабір
Сабах бін Джабір ас-Сабах (араб. و سلمان صباح الأول; бл. 1700–1762) — перший емір Кувейту.

## Біографія
Сабах походив з племені бану утуб, що на початку XVIII століття перекочувало з Центральної Аравії на північ. Первинно родина ас-Сабах оселилась в іракському місті Умм-Каср, однак турки-османи вигнали їх звідти. Тоді ас-Сабахи переселились на південь, до Кувейту, де об'єднались з іншими родинами, аль-Халіфа й аль-Джалахіма.
Відповідно до угоди між родинами, яку було укладено 1716 року ас-Сабахи почали відповідати за оборону нового місця проживання та за збирання податків. Фактично в їхніх руках опинилась адміністративна влада. По мірі того, як слабшав вплив племені бану халід, якому раніше належали ті землі, у жителів Кувейту виникла потреба в самоорганізації для ведення перемовин з османським губернатором у Басрі. З тією метою 1756 року (за іншими даними — 1752) рада старійшин обрала еміра — Сабаха бін Джабіра з родини ас-Сабах. Так було покладено початок правління династії ас-Сабах у Кувейті.
До повноважень Сабаха входили судочинство, стягнення податків і зборів, а також ведення дипломатичних перемовин. Сабах не мав усієї повноти влади. Він мав радитись із представниками провідних родин Кувейту та знатними купцями. 1760 року Сабах ініціював будівництво стіни, що цілком оточила Ель-Кувейт.
Сабах зумів завоювати настільки значний авторитет, що після його смерті еміром обрали його молодшого сина Абдаллаха.